# Quand mourut Jonathan
Quand mourut Jonathan est un roman de Tony Duvert paru en avril 1978 aux éditions de Minuit en France et aux éditions Gay Men's Press au Royaume-Uni.

## Genèse
À l'époque de ses fréquents allers et retours entre le Maroc et la France, Tony Duvert aurait eu des rapports sexuels avec un garçon de six ans que sa mère, apparemment peu attentive, lui avait confié. L'auteur se serait inspiré de leur histoire pour écrire son roman, Serge étant le double littéraire du garçon et Jonathan, le sien. Dans le premier ouvrage qu'il a consacré à Tony Duvert, Gilles Sebhan avait recueilli suffisamment d'éléments pour conclure que cette histoire avait réellement eu lieu. Il estimait qu'elle s'était déroulée en partie à Thoré-la-Rochette, dans la maison familiale des Duvert, auquel fait penser le décor de passages du roman. Il n'avait cependant pu découvrir comment s'appelait l'enfant ni ce qu'il était devenu. Dans son second ouvrage sur le sujet, Sebhan a pu établir que l'histoire s'était déroulée uniquement à Paris et non en province comme dans le roman, que l'enfant s'appelait Jean et qu'il était mort d'une overdose au début des années 1980.

## Résumé
Jonathan est un peintre solitaire de 27 ans, vivant seul à la campagne. Un jour, il se lie d'amitié avec une mère célibataire, Barbara, et son enfant de six ans, Serge, dont il devient complice. Deux ans passent. Alors que le garçon est désormais âgé de huit ans, son amie lui confie la garde de son fils pour une semaine. Quelques jours plus tard, Barbara, alors aux États-Unis, fait savoir par courrier à Jonathan qu'elle ne peut venir récupérer Serge avant deux mois. Ayant le jeune garçon sous sa responsabilité, Jonathan tente de l'occuper comme il peut. Au fil des jours, leur amitié intime se transforme en amour charnel, si bien que le jeune peintre ne parvient plus à se passer de Serge durant un été entier.  
Perturbé lorsque Serge retourne à Paris, Jonathan tente par tous les moyens de l'oublier mais n'y parvient pas et sombre peu à peu dans l'alcoolisme et la dépression. Maîtrisant de plus en plus difficilement ses pulsions sexuelles, il tente de copuler avec des garçonnets, repérés lors de balades, mais ne trouve dans ces pratiques aucune satisfaction affective ou charnelle. Entre-temps, Barbara retrouve et épouse Simon, le père de son fils, mais se fâche avec Jonathan pour lequel elle éprouve une méfiance croissante. Grâce à Simon, Jonathan et Serge finissent par se rencontrer de nouveau et le jeune garçon, désormais âgé de dix ans, vient passer un nouvel été chez Jonathan. Les deux amis en profitent pour relancer leur relation. Cependant, deux mois plus tard, Simon ordonne à Jonathan de ramener Serge à Paris. Dans le train qui les amène à la capitale, les deux garçons tentent d'élaborer des stratagèmes pour se retrouver en cachette. En vain.  
À l'approche des vacances de Pâques, Serge demande à son père s'il peut retourner chez Jonathan. Simon accepte mais doit avant tout demander son consentement à Barbara qui, de plus en plus hostile à Jonathan, refuse net. Simon tente de la convaincre au cours d'une longue discussion dans le lit conjugal, mais Barbara lui fait comprendre qu'elle ne changera pas d'avis. Dans la chambre mitoyenne, Serge, qui a entendu leur conversation, décide de fuguer pour aller retrouver Jonathan. Il met son plan à exécution le lendemain même alors que l'appartement familial est vide. Après avoir erré plusieurs heures en périphérie de Paris, il se met à faire du stop au bord d'une route puis, pris de remords et de désespoir, il se suicide en se jetant sous une voiture.  
Le roman se veut une critique de la société et vise avant tout des institutions telles que l’école et la famille.

## Accueil critique
La critique est unanimement positive et souligne le côté apologique, presque « militant », qui émane du roman en faveur de la pédophilie où le principal objet d'intérêt s'avère être le jeune garçon qui symbolise à lui seul la source d'un amour « fascinant, irrésistible » et la recherche de « son propre paradis perdu » (La Quinzaine littéraire). La signification même de l'« innocence » est remise en question dans le cas des enfants et apparaît comme un « état qui se trouve retranché, à l’écart absolu des gens et des projections des grands. » (Les Nouvelles littéraires). 
Pour Bertrand Poirot-Delpech du Monde, qui livre une critique très complète de l'ouvrage en avril 1978, « les parents feraient mieux de se documenter aux sources, c’est-à-dire en lisant non des traités de psychosocio mais des témoignages directs de la nouvelle génération », faisant ainsi allusion à l'aventure amoureuse vécue par les deux personnages du roman qu'il qualifie principalement d'« association biologique » qu'il compare à « des bêtes s’épouillant, ou des plantes éliminant mutuellement les poisons nuisibles à l’autre. » Il souligne également le progressif passage à l'adolescence de Serge qui marque un tournant tragique dans la relation qu'il entretient avec Jonathan : « Après une séparation forcée le couple traqué se reforme. Mais l’enfant est devenu quelqu’un d’autre. Il a suffi de ces quelques mois, qu’a si bien décrits Montherlant, où apparaissent des duvets et des influences imprévisibles, étrangers. L’enfant a appris à nommer ce qu’il sentait intensément hors de tout vocable, et changé la chose pour le mot ; triste troc. Son corps se sent de trop, objet rapporté. Ses étreintes n’ont plus leur place dans la suite des plaisirs et des jours. » Finalement, la leçon à tirer du roman selon lui est que « l’amour meurt de se vouloir social et vit de plonger dans l’animalité. Loin des contrats et des contraintes, le bonheur y retrouve son innocence de bêtes au gîte, son violent goût de ferme. »